# In der Laka
In der Laka este o arie protejată (arie specială de conservare — SAC, sit de importanță comunitară — SCI) din Austria întinsă pe o suprafață de 500,06 ha, integral pe uscat.

## Localizare
Centrul sitului In der Laka este situat la coordonatele 46°41′35″N 13°23′51″E / 46.693°N 13.3974°E.

## Înființare
Situl In der Laka a fost declarat sit de importanță comunitară în decembrie 2018 pentru a proteja 3 specii de plante și 1 specie de animale. Situl a fost protejat și ca arie specială de conservare în decembrie 2018.

## Biodiversitate
Situată în ecoregiunea alpină, aria protejată conține 1 habitat natural: Păduri ilirice de Fagus sylvatica (Aremonio-Fagion).
La baza desemnării sitului se află mai multe specii protejate:
- plante (3): Buxbaumia viridis, papucul doamnei (Cypripedium calceolus), Mannia triandra
- nevertebrate (1): Rosalia alpina